# Mesabolivar exlineae
Mesabolivar exlineae är en spindelart som först beskrevs av Cândido Firmino de Mello-Leitão 1947. 
Mesabolivar exlineae ingår i släktet Mesabolivar och familjen dallerspindlar. Artens utbredningsområde är Peru. Inga underarter finns listade i Catalogue of Life.